# Isoperla baumanni
Isoperla baumanni és una espècie d'insecte plecòpter pertanyent a la família dels perlòdids.

## Descripció
- La larva mascle fa entre 9 i 10 mm de llargària corporal.[7]

## Hàbitat
En el seu estadi immadur és aquàtic i viu a l'aigua dolça, mentre que com a adult és terrestre i volador (entre el juny i el juliol).

## Distribució geogràfica
Es troba a Nord-amèrica: Sierra Nevada (el nord de Califòrnia, els Estats Units).

## Estat de conservació
Aquesta espècie només es troba a una font al comtat de Plumas (Califòrnia).